# 3 Ring Wing-Ding
3 Ring Wing-Ding est un dessin animé de la série Looney Tunes réalisé par Alex Lovy et sorti en 1968. il met en scène Cool Cat et le colonel Rimfire.